# Henryk Dusza
Henryk Dusza (ur. 27 września 1954 w Świętochłowicach, zm. 3 czerwca 2013) – polski piłkarz, zdobywca tytułu Mistrza Polski w 1979, w barwach Ruchu Chorzów.  
Był wychowankiem Ruchu Chorzów, w którego barwach występował od 1968 do 1974 i od 1976 do 1984, był także zawodnikiem Piasta Gliwice (1974/1975), Stali Stalowa Wola (1975/1976), AKS Niwka (1984–1987) oraz klubów polonijnych w USA. Jako zawodnik Ruchu Chorzów rozegrał w latach 1977–1982, w polskiej ekstraklasie 114 meczów, strzelając 4 gole. 